# 健康ラボステーション
健康ラボステーションは大阪市中央区に本部を置く特定非営利活動法人である。平成25年8月8日に設立。

## 事業内容
セルフ健康チェックと題し、体成分分析や骨密度などを一般市民に向けて測定。薬剤師や管理栄養士といった専門職のスタッフが生活習慣のアドバイスや結果の説明を行っている。また、企業に向けた「セルフ健康チェック」にも精力的に取り組んでいる。

## 理事・正会員
| 理事長     | 浦田千昌                                     | 会社員                                                                               |
| 副理事長   | 武蔵国弘                                     | 医療法人創夢会むさしドリーム眼科 理事長 NPO 法人MVC メディカルベンチャー会議代表理事 |
| 副理事長   | 佐藤守仁                                     | 堂島ライフケアクリニック院長（抗加齢専門医） 日本メディカルサプリメント協会 理事     |
| 監事       | 八文字正裕                                   | 会計事務所 所長                                                                      |
| 個人正会員 | 芝英一                                       | 医療法人英仁会大阪ブレストクリニック 理事長                                          |
| 個人正会員 | 内藤早苗                                     | 弁護士                                                                               |
| 個人正会員 | 熊田梨恵                                     | NPO 法人パブリックプレス代表理事（医療問題ジャーナリスト）                           |
| 個人正会員 | 澤田優子                                     | 森ノ宮医療大学 理学療法学科 講師                                                     |
| 個人正会員 | 上村三智                                     | 会社員                                                                               |
| 個人正会員 | 原京子                                       | 会社員                                                                               |
| 個人正会員 | 高橋紀代                                     | 篤友会リハビリテーションクリニック 副院長                                            |
| 個人正会員 | 穴田美緒                                     | 管理栄養士/ セラピスト （Dr. ボッダー式リンパ/ 英国IFPA メディカルアロマ）           |
| 個人正会員 | 中村唯浩                                     | 中村歯科クリニック 院長                                                              |
| 個人正会員 | 佃宗紀                                       | つくだクリニック 院長                                                                |
| 個人正会員 | 塚口雅                                       | 塚口歯科クリニック 院長                                                              |
| 個人正会員 | 我妻敬一                                     | あづま脳神経外科リハビリクリニック 院長                                              |
| 個人正会員 | 領木誠一                                     | 医療法人誠仁会りょうき歯科クリニック 理事長                                          |
| 個人正会員 | 新宮良介                                     | 医療法人日新会北堀江病院院長                                                         |
| 法人正会員 | 医療法人大智会市橋クリニック 理事長 市橋研一 | 医療法人大智会市橋クリニック 理事長 市橋研一                                         |
| 法人正会員 | 株式会社メディシーズ 代表取締役 高村正志     |                                                                                      |